# Walter Post
Walter Post (* 2. Dezember 1954 in München) ist ein deutscher geschichtsrevisionistischer Publizist. Er gilt als ein Vertreter der widerlegten Präventivkriegsthese bezüglich des deutschen Angriffs auf die Sowjetunion im Jahre 1941.

## Leben
Post studierte nach eigenen Angaben Politikwissenschaft, Neuere Geschichte und Philosophie und gibt an, 1990 über das Thema „Sowjetische China-Politik in der Ära Breschnew“ promoviert worden zu sein. Von 1990 bis 1994 hatte er einen Lehrauftrag für Internationale Politik am Geschwister-Scholl-Institut an der Ludwig-Maximilians-Universität München inne.
Seit 1995 ist er als freier Publizist mit Schwerpunkt Militärgeschichte tätig. Als solcher bewegt er sich im Rahmen von Referaten u. a. zum „Präventivkrieg“ in der rechtsextremen, geschichtsrevisionistischen und ultrarechten Szene: Staats- und Wirtschaftspolitische Gesellschaft, Zeitgeschichtliche Forschungsstelle Ingolstadt, Burschenschaft Danubia München, Gesellschaft für freie Publizistik, Institut für Staatspolitik, Kärntner Kulturtage (Deutsches Kulturwerk Österreich), Deutsches Kulturwerk Europäischen Geistes, Hilfsgemeinschaft auf Gegenseitigkeit der Angehörigen der ehemaligen Waffen-SS Stuttgart, Schulverein zur Förderung der Russlanddeutschen in Ostpreußen und Arbeitskreis für deutsche Politik. Post ist Mitglied des Direktoriums der rechtsextremen Kontinent Europa-Stiftung von Patrik Brinkmann. Als Autor schrieb er u. a. für die rechten Blätter Junge Freiheit, Die Aula und Criticón. Außerdem veröffentlicht er seit 1999 in rechtsextremen Verlagen wie dem Pour le Mérite Verlag von Dietmar Munier.
2008 kandidierte er erfolglos bei der Münchner Stadtratswahl auf Listenplatz 4 der rechtsextremen Bürgerbewegung Pro München.

## Rezeption
Er gilt als geschichtsrevisionistisch.  Der Spiegel-Gründer Rudolf Augstein schrieb über Posts Buch Unternehmen Barbarossa: „Man erfährt aus dem Post-Buch eine ganze Menge Instruktives, nur, der Autor ist entweder parteiisch – er lobt den fast unlesbaren Joachim Hoffmann –, oder er weiß nicht genug. Das Wort ‚heuchlerisch‘ wird man nur in Anwendung auf Sowjetmenschen finden.“
Der Historiker Dieter Pohl rezensierte in den Jahrbüchern für die Geschichte Osteuropas, Post negiere u. a. die „rassenideologischen Kriegsziele Hitlers“ und verharmlose NS-Verbrechen. Das Buch sei für ein „operativgeschichtlich und politisch einseitig orientiertes Publikum“ geeignet. Neue Erkenntnisse für die Forschung seinen allerdings nicht zu erwarten.

## Auszeichnungen
- 1993: Dr.-Walter-Eckhardt-Ehrengabe für Zeitgeschichtsforschung

## Schriften (Auswahl)
- Unternehmen Barbarossa. Deutsche und sowjetische Angriffspläne 1940/41. Mit einem Vorwort von Paul Carell, Mittler, Hamburg [u. a.] 1995, ISBN 3-8132-0481-2. (2. Auflage, 1996)
- Die verleumdete Armee. Wehrmacht und Anti-Wehrmacht-Propaganda. Pour le Mérite, Selent 1999, ISBN 3-932381-08-4.
- Die Ursachen des Zweiten Weltkrieges. Ein Grundriß der internationalen Diplomatie von Versailles bis Pearl Harbor (= Veröffentlichungen des Institutes für Deutsche Nachkriegsgeschichte, Band 31). Grabert, Tübingen 2003, ISBN 3-87847-205-6.
- Hitlers Europa. Die europäische Wirtschaftsgemeinschaft 1940–1945. Mit einer Einführung von Otto Scrinzi, Druffel & Vowinckel, Stegen am Ammersee 2011, ISBN 978-3-8061-1213-9.
- 1914. Der unnötige Krieg. Druffel & Vowinckel, Gilching 2014, ISBN 978-3-8061-1240-5.